# Sławoszewek
Sławoszewek – wieś w Polsce położona w województwie wielkopolskim, w powiecie konińskim, w gminie Kleczew. 
Wymieniona po raz pierwszy w źródłach w 1363 roku. Była własnością szlachecką. W 1863 roku, w okolicach Sławoszewka, doszło do serii potyczek powstańczych, w wyniku których poległo jedenastu powstańców z oddziału Kazimierza Mielęckiego. Do 1954 roku istniała gmina Sławoszewek. 1 stycznia 1926 część kolonii Sławoszewek w gminie Sławoszewek włączono do miasta Kleczewa. Według stanu z 1952 roku gmina Sławoszewek składała się z 16 gromad: Biskupie, Cegielnia, Dąbrowa, Goranin, Makarowo Sławenckie, Marianowo, Mikorzyn, Ostrowąż, Roztoka, Różnowa, Sławęncin, Sławoszewek, Sławoszewo, Szyszyn, Szyszyńskie Holendry i Żółwieniec.
W latach 1975–1998 miejscowość administracyjnie należała do województwa konińskiego. 
We wsi krzyżują się dwie drogi wojewódzkie:
- DW263 (Słupca – Sławoszewek – Dąbie)
- DW264 (Sławoszewek – Konin)

Wieś przecina nieczynna linia kolei wąskotorowej.
Od strony południowej wieś sąsiaduje z kopalnią odkrywkową węgla brunatnego "KWB Konin SA".
W Sławoszewku znajduje się kompleks parkowo-pałacowy. W parku występują pomniki przyrody:
- klon srebrzysty (Acer saccharinum)
- orzech czarny (Juglans nigra)

oraz aleja grabowa (Carpinus betulus) o długości 70 m, złożona z ok. 100 drzew o obwodach pierśnic od 100 do 200 cm.  
W Sławoszewku funkcjonuje Szkoła Podstawowa im. Stanisława Staszica (rok założenia - 1945), Koło Gospodyń Wiejskich oraz Ochotnicza Straż Pożarna.    
W okresie PRL-u we wsi powstała Rolnicza Spółdzielnia Produkcyjna.    
Od miesiąca października 2016 roku zostały nadane nazwy ulic zgodnie z planem zagospodarowania przestrzennego po wcześniejszych spotkaniach mieszkańców z władzami samorządu terytorialnego.  Najdłuższe ulice w miejscowości to (wg długości):
- Lipowa,
- Parkowa,
- Topolowa,
- Wspólna,     Pozostałe ulice: Spokojna, Kamienna, Wodna, Rolna, Pogodna, Polna, Jasna, Słoneczna, Dojazdowa, Krótka, Cicha.  Ulica Lipowa obecnie pełni funkcje głównej drogi prowadzącej do Wilczyna, jest to skutek działalności kopalni KWB Konin.